# 约翰·卡斯帕·恩格斯

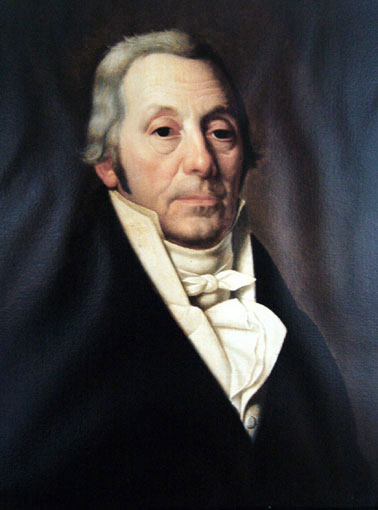
约翰·卡斯帕·恩格斯。海因里希·克里斯托夫·科尔贝于1816年左右创作的绘画。

约翰·卡斯帕·恩格斯（德語：Johann Caspar Engels；1753年2月28日—1821年7月20日）是普魯士王国的一个纺织业工厂主和大商人。他出生于巴门（今德国伍珀塔尔的一部分），并在巴门去世。他信奉虔敬主义，并与当时的著名神学家保持着密切关系。他的妻子路易丝·努特是普鲁士海关监督员扬·威廉·努特的女儿。他的女儿路易丝·恩格斯于1822年嫁给牧师、后来成为普鲁士高级宫廷传教士的卡尔·威廉·莫里茨·斯内特拉格。他是马克思主义创始人之一弗里德里希·恩格斯的祖父。